# Dubnica, Sjenica
Dubnica (izvirno srbsko Дубница) je naselje v Srbiji, ki upravno spada pod Občino Sjenica; slednja pa je del Zlatiborskega upravnega okraja.

## Demografija
V naselju živi 233 polnoletnih prebivalcev, pri čemer je njihova povprečna starost 28,2 let (27,6 pri moških in 28,9 pri ženskah). Naselje ima 70 gospodinjstev, pri čemer je povprečno število članov na gospodinjstvo 5,43.
|  |

| Demografija | Demografija     | Demografija     |
| Leto        | Št. prebivalcev | Št. prebivalcev |
| ----------- | --------------- | --------------- |
|             |                 |                 |
|             |                 |                 |
|             |                 |                 |
|             |                 |                 |
| 1948        | 424             |                 |
| 1953        | 471             |                 |
| 1961        | 475             |                 |
| 1971        | 449             |                 |
| 1981        | 453             |                 |
| 1991        | 386             | 376             |
| 2002        | 433             | 380             |
|             |                 |                 |

| Etnična sestava po popisu iz leta 2002 | Etnična sestava po popisu iz leta 2002 | Etnična sestava po popisu iz leta 2002 | Etnična sestava po popisu iz leta 2002 | Etnična sestava po popisu iz leta 2002 |
| -------------------------------------- | -------------------------------------- | -------------------------------------- | -------------------------------------- | -------------------------------------- |
| Bošnjaki                               | Bošnjaki                               |                                        | 371                                    | 97,63%                                 |
| Muslimani                              | Muslimani                              |                                        | 7                                      | 1,84%                                  |
| Neznano                                | Neznano                                |                                        | 2                                      | 0,52%                                  |